# Cives Mundi
Cives Mundi es una Organización No Gubernamental para el Desarrollo (ONGD) fundada en 1987 en Soria, España. En la actualidad, Cives Mundi desarrolla sus proyectos de cooperación en América Latina, el Caribe, el Magreb, el África Subsahariana y Asia.

## Historia
El 11 de noviembre de 1987 se fundó Cives  Mundi cómo una asociación cultural que tenía como objetivo el intercambio con los países del este de Europa, diez años más tarde dio el salto definitivo a la cooperación. 
En 1998 se identificó el primer proyecto como tal de la ONG: un plan de desarrollo integral para la región peruana de Cochabamba, una de las más deprimidas del país andino, y que sufría un acusado problema de desnutrición y analfabetismo infantil.
En 2005 la ONG comienza a trabajar en la República Dominicana, Túnez, Argelia, Marruecos, Mauritania, Kenia, Tanzania, Filipinas, Camboya y Bangladés.

## Zonas de actuación

### Magreb
Desde 2005, la ONG trabaja en Marruecos, Túnez, Argelia y Mauritania en el marco de la Red Asociativa de Desarrollo Durable de Oasis (RADDO) con la restauración de varios oasis de esos países y luchar así contra la desertificación.  Los objetivos generales son, por un lado, paliar las consecuencias del deterioro ambiental en las zonas rurales en las que se enquistan las bolsas de pobreza, en particular mediante la promoción de técnicas agrícolas sostenibles, mejor gestión de los recursos hídricos e implantación del uso de energías renovables; y por otro lado desarrollar trabajos de sensibilización, formación y de género que permitan consolidar, y en ocasiones crear, sociedad civil.

### Líbano
En Líbano Cives Mundi trabaja en el campo de refugiados palestinos de Ain al-Hilweh, situado al sur de Beirut, cerca de la ciudad de Saida. El proyecto imparte cursos de formación profesional a jóvenes y adolescentes.

### África Subsahariana
Cives Mundi llevó a cabo el proyecto Life&Living de prevención y lucha contra el sida en Kenia y Tanzania, donde más de 900.000 personas se han beneficiado del proyecto.
En Tanzania, la ONG ha financiado la construcción de la estación científica de investigación 'Emiliano Aguirre', en el yacimiento de Olduvai, llamado la cuna de la humanidad. La estación científica será utilizada por los arqueólogos españoles en sus campañas anuales, y el resto del año se integrará en la promoción del turismo cultural de la zona, la famosa área del Ngorongoro.

### Caribe
En República Dominicana y Haití la prevención del sida ha sido una de las principales líneas de trabajo. Además, en la República Dominicana se ha llevado a cabo un proyecto de optimización de la recogida del café en Loma de Panzo. Tras el terremoto de Haití, la ONG puso en marcha dos proyectos para ayudar a la reconstrucción del país, reactivando la economía local mediante la artesanía en el municipio de Jacmel.

### América Latina
Además de Perú, Cives Mundi lleva a cabo proyectos de cooperación en otros países, centrados en diferentes etnias indígenas. Así, en Argentina y Paraguay los proyectos benefician a los indios guaraníes. En Colombia, son los indios wiwa, y en Ecuador, los kichua. Además, en Ecuador Cives Mundi promovió el hermanamiento entre la isla de Santa Cruz de Galápagos y la localidad soriana de Berlanga de Duero, cuna de fray Tomás de Berlanga, descubridor del archipiélago.

### Asia
En Asia Cives Mundi trabaja en Camboya y en Bangladés. En Camboya, con las comunidades forestales del Noreste del país. En Bangladés con un proyecto para mejorar la calidad de vida de los discapacitados físicos.

## Otras actividades

### Sensibilización

#### Festivales de cine
Cives Mundi ha puesto en marcha tres ciclos de cine para sensibilizar sobre diferentes problemas. El festival Sinima  (cine en árabe) giraba en torno a la situación de Oriente Próximo y el Magreb, mientras que bajo el título de Tribal se abordan desde las ópticas de diferentes directores los problemas de pueblos nativos en varios continentes, desde la gran variedad de etnias del cono sur americano hasta los indios de Estados Unidos, pasando por el pueblo sami de la Europa septentrional o los aborígenes australianos. Este festival tenía cómo objetivo poner de relieve la situación de vulnerabilidad en la que se encuentran estos grupos como consecuencia de la discriminación y olvido por parte de los Gobiernos y los medios de comunicación, lo que les ha impedido poner en práctica sus propios modelos de desarrollo y formas de vida.
A su vez, en 2010 se realizó el festival Lejos de casa dedicado a la emigración donde se proyectaron seis películas que abordan la peripecia de la emigración desde la perspectiva de directores como Charles Chaplin (Charlot emigrante), John Ford (Las uvas de la ira) o Luchino Visconti (Rocco y sus hermanos, Florián Rey (La aldea maldita), José Antonio Nieves Conde (Surcos) y Lorenzo Soler (Sad).

#### Jornadas, seminarios, congresos y mesas redondas
En 2006, la ONG organizó un seminario bajo el título, Lo que la Sociedad Civil y ONG deben saber y pueden hacer, donde se analizó la influencia de las ONG en la responsabilidad social corporativa. A su vez, la ONG participa en numerosas mesas redondas en universidades con el objetivo de conseguir un acercamiento de los alumnos y las alumnas a la realidad de desigualdad y de pobreza en el mundo.

#### Exposiciones
A finales de 2008, Cives Mundi junto con la Fundación Africana para la Medicina y la Investigación (AMREF) inició una exposición itinerante sobre el proyecto Life&Living que incluía una muestra en distintas imágenes y materiales sobre las acciones de prevención del contagio de la enfermedad del SIDA llevadas a cabo en Kenia y Tanzania, dos de los países con los índices más altos de VIH - SIDA del mundo y con índices de pobreza extrema.

### Cultura
En 2007, la ONG fue la responsable de la programación y coordinación de todos los eventos que se celebraron en el Centenario de la llegada de Antonio Machado a Soria.Así mismo, la organización ha puesto en marcha diferentes festivales audiovisuales de índole cultural, cómo el organizado en 2010 para rendir homenaje a Lorenzo Soler, donde se visionaron las películas Apuntes para una odisea soriana interpretada por negros, El viaje inverso o Historias de España, todas ellas películas filmadas en la provincia de Soria.
La ONG también ha producido material cultural propio, en 2002 lanzó el libro Crónica de Cochabamba del periodista José Luis Bravo, una reflexión de la vida de los habitantes de Cochabamba centrada en la labor que se desarrolla en la región peruana.

### Comercio justo
Bajo el nombre de Sechura, la ONG lanzó en 2006 una iniciativa de comercio justo a través de la venta de piezas de cerámica de origen peruano denominadas chulucanas, un tipo de cerámicas ornamentales con motivos geométricos en blanco y negro que elaboraba la etnia Vicús en el desierto de Sechura, al norte de Perú.